# Plagionephrodes
Plagionephrodes is een geslacht van uitgestorven kreeftachtigen uit de klasse van de Ostracoda (mosselkreeftjes).

## Soorten
- Plagionephrodes albertensis Loranger, 1954 †
- Plagionephrodes allotriovalvis Gibson, 1955 †
- Plagionephrodes bicostalis Gibson, 1955 †
- Plagionephrodes biltmorensis Loranger, 1954 †
- Plagionephrodes biltmorensus Loranger, 1954 †
- Plagionephrodes crassimarginata (Stewart & Hendrix, 1945) Lethiers, 1981 †
- Plagionephrodes ineptus Becker, 1971 †
- Plagionephrodes kinsellus Loranger, 1954 †
- Plagionephrodes laqueus (Matern, 1929) Becker, 1971 †
- Plagionephrodes marginatus Morey, 1935 †
- Plagionephrodes montisdorsus McGill, 1963 †
- Plagionephrodes pustulosus McGill, 1963 †
- Plagionephrodes shideleri Gibson, 1955 †
- Plagionephrodes spinosus Loranger, 1954 †
- Plagionephrodes trematodus McGill, 1963 †
- Plagionephrodes uninodosus Morey, 1935 †
- Plagionephrodes werneri Gibson, 1955 †